# ブルー・ポール
ブルー・ポール（英: Blue Paul）は、イギリスのスコットランド原産の絶滅した闘用犬種である。別名はブルー・ポール・テリア（英: Blue Paul Terrier）、スコティッシュ・ブル・アンド・テリア（英: Scottish Bul-and-Terrier）。これの復刻版犬種がブルー・スタッフォードシャー・ブル・テリアである。

## 歴史
古い歴史を持つ闘犬で、1770年代にジョン・ポール・ジョーンズという海賊の一味が連れて来たブル・アンド・テリア（ブルテリアの原種）にブルーの毛色のオールド・イングリッシュ・ブルドッグや同毛色のイングリッシュ・グレイハウンドを交配させて作出された。このようにブルーの毛色が好まれて改良が行われた理由ははっきりしないが、改良者の好みであったという説や海賊が持ち込んできた事を記念して海のような青い毛色に改良されたと言う説、犬の恐ろしさを引き立てるためであるという説などが挙がっている。
普段は番犬若しくはペットとして飼育されていたが、時には闘犬としてくりだされることもあり、粘り強く声を出さずに戦ったという。そのため、原産地の周辺では人気を博し、番犬兼闘犬として沢山飼育されていたが、19世紀後半に闘犬が禁止されると頭数は減少し、ほぼ絶滅の状態が1世紀ほど続いた。しかし、近年はブルー・ポールをショードッグ、ペットとして復活させようという試みがスコットランドで行われていて、本種の末裔と作出に使われた犬種を交配させて犬種を再構築した。しかし、作出に使われた3犬種のうち2犬種は既に絶滅しているため、ブル・アンド・テリアはブルテリアを、オールド・イングリッシュ・ブルドッグはスタッフォードシャー・ブル・テリアを代用して再構築を行った。現在は再構築が完了し、愛好家も存在するが1世紀の空白のせいで失われた知名度は回復するに至っておらず、スコットランド外での知名度はほとんど皆無で、原産地以外では飼育されていない。尚、この再生版は作出に用いられた犬種が違うため、ブルー・スタッフォードシャー・ブル・テリア（英: Blue Staffordshire Bull Terrier）という別の犬種名で呼ばれている。

## 特徴
がっしりとした筋骨隆々の体つきだが脚は長く、頭はあまり大きくない。マズルは短く、アゴの力は強い。目は小さく眼光が鋭く、瞳の色は琥珀色かブルー。垂れ耳は断耳して立たせるが、飾り毛のない細い垂れ尾は切らない。つややかなスムースコートで、毛色はブルー又はジェット・ブラックの単色か、それを地として胸などにホワイトのパッチがあるもの。大型犬サイズで、性格は我慢強く、知的で忠実だった。

## 参考
『デズモンド・モリスの犬種事典』（誠文堂新光社）デズモンド・モリス著書、福山英也、大木卓訳 誠文堂新光社、2007年